# Madame Bovary (film 2014)
Madame Bovary è un film del 2014 diretto da Sophie Barthes.
Film drammatico con protagonisti Mia Wasikowska, Henry Lloyd-Hughes, Paul Giamatti ed Ezra Miller. Il film è basato sull'omonimo romanzo di Gustave Flaubert.

## Trama
Nella Normandia ottocentesca, Emma, la figlia di un fattore, sposa Charles Bovary, un giovane medico, ma giunge ben presto ad annoiarsi di lui e della sua vita sociale, desiderando avventure e una vita più soddisfacente. Inizia dunque ad avere relazioni extramatrimoniali, che sembrano darle felicità ma alla fine non fanno che rendere più profonda la sua depressione.

## Distribuzione
In Italia è stato distribuito, direttamente in DVD e Blu-ray Disc, il 14 febbraio 2018 dalla Eagle Pictures.